# Andrzej Musialik
Andrzej Musialik (ur. 5 marca 1927 w Jędrzejowie, zm. 21 października 2019) – polski architekt, autor Palmiarni Miejskiej w Gliwicach.

## Życiorys
Absolwent Wydziału Architektury Szkoły Inżynierskiej w Szczecinie – tytuł zawodowy inżyniera architekta w 1954 r. oraz Wydziału Architektury Politechniki Krakowskiej – tytuł zawodowy magistra inżyniera architekta w 1958 r. Uprawnienia zawodowe przyznała mu Wojewódzka Rada Narodowa w Katowicach w 1963 r. (obecnie odpowiednikiem jest Śląski Urząd Wojewódzki w Katowicach).
Najważniejszym dziełem Andrzeja Musialika jest Palmiarnia Miejska w Gliwicach. Inspiracją była kalifornijska Kryształowa Katedra w Garden Grove, którą architekt poznał podczas kilku swoich pobytów w USA w latach 70 XX w. i pracy w biurze projektów Associated Architects & Planners George'a Pujdaka. Budowę pawilonu wejściowego rozpoczęto w 1982 r. Uroczyste otwarcie miało miejsce 30 stycznia 1998 r.